# Torsten Kristoffersson
Torsten Kristoffersson var en svensk adelsman och häradshövding i Viste härad och befallningsman på Vadstena slott och Västanstång.

## Biografi
Torsten Kristoffersson till Bjurum och Ulfstorp i Västergötland. Han var son till befallningsmannen Kristoffer Torstensson och Brita Stake på Älvsborgs slott. Kristoffersson blev 1590 häradshövding i Viste härad och 1596 ryttmästare vid adelsfanan i Västergötland. År 1597 blev han befallningsman på Vadstena slott och över Vadstena län. Han blev befallningsman över Västanstång 1598. Kristofferson blev slottsloven på Älvsborgs slott 1603 och befallningshavande över allt krigsfolk i Sverige 1605. Han blev senare ståthållare på Läckö slott och 1607 kommissarie i Livland. Kristoffersson blev ståthållare i Älvsborgs län och i Dalsland 1621. Han introducerades på ättens vägnar 1625 som nummer 2.

### Familj
Kristoffersson gifte sig första med Magdalena Björnsdotter. Hon var dotter till riksrådet Björn Pedersson (Bååt) och Christina Krumme.
Kristoffersson gifte sig andra gången med sysslingens dotter Ebba Ekeblad. Hon var dotter till slottsloven Claës Andersson Ekeblad och Brita Kagg. De fick tillsammans barnen Brita Thorstensdotter och Kristoffer Thorstensson.